# Matthias Meyer (Diplomat)
Matthias Alfred Meyer (* 12. Januar 1952 in Hohenfelde (Stormarn)) ist ein deutscher Diplomat.

## Leben
Nach dem Abitur an der Lauenburgischen Gelehrtenschule in Ratzeburg studierte Meyer zwischen 1970 und 1976 Rechtswissenschaften an der Universität Hamburg und schloss dieses Studium 1976 mit dem Ersten Staatsexamen ab, ehe er nach dem Referendariat 1980 das Zweite Staatsexamen ablegte.
Im Anschluss trat er 1980 in den Auswärtigen Dienst ein und wurde nach dem Besuch der Diplomatischen Ausbildungsstätte in Bonn 1983 zunächst Konsul in Kairo, ehe er anschließend zwischen 1985 und 1987 stellvertretender Generalkonsul in Barcelona war. Nach einer darauf folgenden Verwendung im Auswärtigen Amt war er zunächst von 1989 bis 1994 Botschaftsrat und ständiger Vertreter des Botschafters in Jordanien, ehe er danach erneut Verwendung im Auswärtigen Amt fand.
1997 erfolgte seine Akkreditierung als Botschafter in Tadschikistan und anschließend von 2000 bis 2003 als Botschafter im Sudan. 2003 kehrte Meyer wieder ins Auswärtige Amt nach Berlin zurück und war dort erst Referatsleiter für den Nahen Osten sowie anschließend zwischen 2004 und 2006 Referatsleiter für den Mittleren Osten, Maghreb und Sudan. Danach wurde er Botschafter in Usbekistan.
Ab August 2009 war Matthias Meyer Botschafter der Bundesrepublik Deutschland in Libyen. Zeitungsberichten zufolge räumte Meyer zu Zeiten des Aufstandes gegen Gaddafi persönliche Gegenstände aus der Botschaftsresidenz und überging damit eine Einreisewarnung in Libyen von Seiten des Auswärtigen Amtes. Dieses hatte wegen der politischen Unruhen die Botschaft Anfang März 2011 vorläufig geschlossen.
Von September 2011 bis zum Sommer 2012 hatte Matthias Meyer die zivile Leitung des regionalen Wiederaufbauteams (Provincial Reconstruction Team) in Masar-i-Scharif inne.
2012 wurde Matthias Meyer neuer deutscher Botschafter in der Republik Moldau. Zuletzt war Matthias Meyer deutscher Botschafter in Nepal. 2017 trat er in den Ruhestand.